# علی‌آباد ۱ (بم)
علی‌آباد ۱، روستایی از توابع بخش مرکزی، شهرستان بم در استان کرمان است.

## جمعیت
این روستا در دهستان دهبکری قرار دارد و براساس سرشماری مرکز آمار ایران در سال ۱۳۹۵، جمعیت آن ۱۵ نفر (۷ خانوار) بوده‌است.